# Ghostlights
Ghostlights è il settimo album in studio del progetto musicale Avantasia, pubblicato il 29 gennaio 2016 dalla Nuclear Blast.

## Il disco
In questo album ritornano Jørn Lande (assente nel precedente), Ronnie Atkins e Michael Kiske, mentre compaiono per la prima volta Robert Mason (Warrant), Dee Snider (Twisted Sister), Geoff Tate (ex-Queensrÿche) e Marco Hietala (Nightwish). Ricompare anche Sharon den Adel, che aveva già partecipato al primo disco The Metal Opera - Part I, anche qui artefice di una struggente ballata con l'autore Tobias Sammet. Da segnalare anche la presenza di Herbie Langhans (Radiant), corista live della band dal 2013, qui in veste di protagonista sempre con Sammet. 

## Tracce
1. Mystery of a Blood Red Rose – 3:51
2. Let the Storm Descend Upon You (feat. Jørn Lande, Ronnie Atkins e Robert Mason) – 12:09
3. The Haunting (feat. Dee Snider) – 4:42
4. Seduction of Decay (feat. Geoff Tate) – 7:18
5. Ghostlights (feat. Michael Kiske e Jørn Lande) – 5:43
6. Draconian Love (feat. Herbie Langhans) – 4:58
7. Master of the Pendulum (feat. Marco Hietala) – 5:01
8. Isle of Evermore (feat. Sharon den Adel) – 4:28
9. Babylon Vampyres (feat. Robert Mason) – 7:09
10. Lucifer (feat. Jørn Lande) – 3:48
11. Unchain the Light (feat. Ronnie Atkins e Michael Kiske) – 5:03
12. A Restless Heart and Obsidian Skies (feat. Bob Catley) – 5:53
13. Wake up to the Moon (feat. Michael Kiske, Jørn Lande, Bob Catley, Ronnie Atkins e Robert Mason) (Bonus track) – 4:43

Durata totale: 74:46

### Formazione
Gruppo
- Tobias Sammet - voce, tastiere, basso
- Sascha Paeth - chitarre, basso, tastiere
- Michael Rodenberg - orchestrazioni, tastiere
- Felix Bohnke - batteria

### Ospiti

#### Strumentisti
- Chitarre
  - Bruce Kulick (Babylon Vampyres, Lucifer, A Restless Heart and Obsidian Skies)
  - Oliver Hartmann (Let the Storm Descend Upon You, Ghostlights, Babylon Vampyres, Unchain the Light)

#### Cantanti
- Jørn Lande (già Masterplan e Ark)
- Michael Kiske (Unisonic, già Helloween)
- Dee Snider (Twisted Sister)
- Geoff Tate (Operation Mindcrime, già Queensrÿche)
- Marco Hietala (Nightwish, Tarot)
- Sharon den Adel (Within Temptation)
- Bob Catley (Magnum)
- Ronnie Atkins (Pretty Maids)
- Robert Mason (Warrant, già Lynch Mob)
- Herbie Langhans (Sinbreed e Beyond the Bridge, già Seventh Avenue)